# Béchir Torki
Pour les articles homonymes, voir Torki.
Béchir Torki, né le 21 mars 1931 à Mahdia et décédé le 13 aout 2009 à la même ville, est un physicien nucléaire et universitaire tunisien.
Il étudie au Collège Sadiki puis obtient en France un diplôme d'ingénieur (1956) et un doctorat en physique nucléaire (1959). Revenu en Tunisie, il intègre le Commissariat à l'énergie atomique dirigé par Mohamed Ali El Annabi auquel il succède à sa mort. Il enseigne également à l'université de Tunis qu'il contribue à fonder.
Dans les années 1960, il monte un projet de centrale nucléaire avec une double finalité : fournir de l'électricité et de l'eau douce à partir de l'eau de mer. Face aux problèmes de financement, le projet est enterré par le président Habib Bourguiba et le ministre Ahmed Ben Salah et le commissariat supprimé en 1969. Il continue donc d'enseigner, notamment à la faculté des sciences de Tunis et à la faculté de médecine de Tunis, et fonde la revue Science et foi en 1972.
Il préside la Conférence générale de l'Agence internationale de l'énergie atomique en 1969.
Il rentre en Tunisie au milieu des années 1980, après plusieurs années à l'étranger, et partage son temps entre l'écriture et les séminaires scientifiques.

## Publications
- La dessaharation nucléaire. Rétablissement de la mer intérieure au Maghreb central, éd. Commissariat à l'énergie atomique, Tunis, 1968
- L'islam, religion de la science, éd. Imprimerie de l'UGTT, Tunis, 1979